# Olga Botner
Olga Botner, född 23 april 1953 i Warszawa, är en dansk fysiker. Hon disputerade 1985 i Köpenhamn och har varit verksam som forskare i Uppsala sedan 1986. Hon är sedan 2001 professor i experimentell elementarpartikelfysik vid Uppsala universitet. Hon blev 2001 invald som utländsk ledamot av svenska Vetenskapsakademien.
Olga Botner var 2013–2017 talesperson för neutrino-experimentet IceCube. Vid Nobelprisutdelningen den 10 december 2011 och 2015 höll Botner presentationstalet av årets pristagare i fysik.